# José Basualdo
José Horacio Basualdo (Campana, 20 giugno 1963) è un allenatore di calcio ed ex calciatore argentino.

## Palmarès

### Giocatore

#### Club

##### Competizioni nazionali
- Primera C Metropolitana: 1

Villa Dalmine: 1981-1982
- Primera B Nacional: 1

Dep. Mandiyú: 1988
- Campionato tedesco: 1

Stoccarda: 1991-1992
- Campionato argentino: 4

Vélez Sarsfield : Clausura 1993
Boca Juniors: Apertura 1998, Clausura 1999, Apertura 2000

##### Competizioni internazionali
- Coppa Libertadores: 3

Vélez Sarsfield : 1994
Boca Juniors: 2000, 2001
- Coppa Intercontinentale: 2

Vélez Sarsfield : 1994
Boca Juniors: 2000
- Coppa Interamericana: 1

Vélez Sarsfield : 1995

#### Nazionale
- Coppa America: 1

Ecuador 1993

### Allenatore
- Campionato cileno: 1

Univ. de Chile: Apertura 2009